# Kadah (Einheit)
Kadah war ein Volumen- und Getreidemaß in der Stadtregion Rosette in Ägypten.
- 1 Kadah = ¼ Rub = 5,917 Liter